# روكي الغلابة
روكي الغلابة، هو فيلم مصري بطولة العديد من الفنانين مثل دنيا سمير غانم، محمد ممدوح، محمد ثروت، محمد رضوان، سلوى عثمان وإيمي سمير غانم.
عرض الفيلم في موسم الصيف 2025 م. وحقق في 5 أيام فقط أكثر من 14.6 مليون جنيه مصري في شبابيك التذاكر وكان عودة حقيقية لدنيا سمير غانم لإطار السينما المصرية.

## القصة
تدور أحداث الفلم حول فتاة شابة تعمل حارسة شخصية وتتولى حراسة وتأمين أحد رجال الأعمال الكبار، ويتعرضان سويًا للمواقف الكوميدية المشوقة، والحب.

## بطولة
- دنيا سمير غانم
- محمد ممدوح
- محمد ثروت
- محمد رضوان
- سلوى عثمان
- محمد طلعت

## ضيوف الشرف
- إيمي سمير غانم
- كايلا رامي رضوان
- أحمد سعد
- مريم الجندي
- عبدالرحمن حسن
- أوس أوس
- أحمد الفيشاوي

## تأليف
- أحمد الجندي
- ندى عزت
- كريم يوسف

## وصلات خارجية
- روكي الغلابة على موقع IMDb (الإنجليزية)
- روكي الغلابة على موقع قاعدة بيانات الأفلام العربية
- روكي الغلابة على موقع قاعدة بيانات الفيلم (الإنجليزية)
- روكي الغلابة على موقع ليتربوكسد (الإنجليزية)